# Parkland, Florida
Parkland är en stad (city) i Broward County, i delstaten Florida, USA. Enligt United States Census Bureau har staden en folkmängd på 24 404 invånare (2011) och en landarea på 31,9 km².